# Museu Comarcal de Berga
El Museu Comarcal de Berga es troba al municipi de Berga (el Berguedà).

## L'edifici
Havia estat instal·lat des de la seu creació en unes dependències de la planta baixa i del soterrani de l'Ajuntament, però avui en dia es troba a l'edifici de les antigues casernes militars (construïdes el 1932 per l'arquitecte noucentista Josep Goday i Casals com a seu de la Colònia Escolar Permanent de l'Ajuntament de Barcelona a Berga). Aquest edifici, l'any 1939 i un cop acabada la darrera Guerra Civil Espanyola, va passar a ésser caserna militar, fins a l'any 1996 en què fou adquirit per l'Ajuntament de la ciutat per a usos culturals.

## Història
Es creà per acord del Ple Municipal de l'Ajuntament de Berga el 27 de decembre de 1955 (Farguell 2020, 156) per iniciativa municipal. El 12 d'agost de l'any 1962 amb l'objectiu d'aplegar i de protegir el patrimoni històric i artístic de la ciutat i de la comarca s'inaugura l'exposició permanent del museu amb els materials arqueològics de les campanyes d'excavacions realitzades per tres equips d'excavacions: Alberto del Castillo-Manuel Riu, Camil Pallàs-Modest Buchaca, y el Grup de Prehistòria i Arqueologia del Museu Municipal de Berga dirigit per Josep Carreras (Farguell 2020, 186, 230-246, 251-257, 258-277), a l'any 1980 es va fer una remodelació de l'exposició permanent que va acollir a més de les anteriors, les col·leccions de les noves investigacions i excavacions realitzades pel Grup de Prehistòria i Arqueologia del Museu Municipal de Berga en la dècada dels anys 70 del segle XX (Farguell 2020, 278-320), culminaren amb la seva inauguració el 18 de febrer de 1983. El Museu s'instal·là en unes dependències de la Casa de la Vila i es constituí amb col·leccions de caràcter i procedència molt diversos: les col·leccions d'arqueologia provenen d'excavacions fetes a la comarca durant els anys seixanta i setanta, els fons de geologia i paleontologia procedeixen de donacions particulars, els d'etnologia i oficis són el resultat de diferents adquisicions i donacions, i la col·lecció de material de la festa de la Patum és d'origen municipal.
El Museu està configurat entorn de cinc àmbits generals: el medi natural; història: les bases per a la industrialització, industrialització: el tèxtil; industrialització: mineria del carbó, i el Berguedà: bressol de cultura.

## Les col·leccions
El Museu conserva un ampli i variat fons històric, etnològic i de ciències naturals relatiu a la ciutat de Berga i la comarca.
La secció de ciències naturals és conformada per les col·leccions de geologia i la de restes paleontològiques del Berguedà. La secció d'història aplega unes col·leccions que comprenen un ampli període des de la Prehistòria fins a l'època moderna. D'època prehistòrica es conserven les troballes arqueològiques provinents dels jaciments de la comarca, principalment d'època neolítica i de l'edat del bronze. Especialment significatius són els utensilis de la Balma dels Ossos (Berga), de la Cova de Can Maurí (Berga), de la Roca Roja (Berga) i del Canal dels Avellaners (Berga). Entre les restes arquitectòniques i artístiques d'època medieval són rellevants un sarcòfag del Monestir de Sant Pere de Graudescales (Navès), un vas aràbic provinents de l'església de Sant Quirze de Pedret (Cercs), la tapa d'un sepulcre d'un cavaller de Puig-reig i el conjunt d'objectes ceràmics trobats als forns de Casampons. Del segle xviii el Museu conserva les restes arquitectòniques i artístiques de les esglésies barroques desaparegudes durant la darrera Guerra Civil Espanyola. Dels darrers dos segles són importants els testimoniatges d'una de les indústries que foren el motor econòmic del Berguedà durant dos segles: les indústries tèxtils, instal·lades aprofitant el cabal d'aigua del riu Llobregat. És important també la col·lecció de numismàtica, amb monedes de totes les èpoques i procedències entre les quals es destaca la moneda romana d'Orient de Teodosi II (segle V) trobada a la Roca Roja (Berga).
A la secció etnogràfica destaquen la reproducció d'una cuina de pagès típica berguedana amb els mobles i els estris característics, així com els útils del treball agrícola de la zona, i una col·lecció important d'eines i estris d'oficis tradicionals actualment desapareguts: espardenyer, baster, escloper, fuster, filador de llana, etc. També s'hi exposen algunes armes històriques: bales, sabres, carrabines, fusells i la imatge d'un trabuc fabricat a Berga.
D'altra banda, de la mostra fotogràfica destaquen les imatges de les festes de la Patum i la Fia-Faia, la dansa de Falgars o l'antiga cerimònia realitzada al cementiri vell de Berga.

## Dades d'interès
- Adreça: carrer dels Àngels, 7 - 08600 Berga
- Telèfon 938 211 384
- Fax 938 221 155
- Correu electrònic: aj022.ofturisme@ajberga.es
- Temàtica: Ciència i Tècnica - Història - Geologia i Paleontologia - Etnologia
- Serveis: Visites guiades
- Titularitat: Pública
- Gestió: Ajuntament de Berga
- Activitats: Exposicions temporals i tallers didàctics
- Museu inscrit al Registre de Museus de Catalunya (R 17-10-1995 / DOGC 3-11-1995).
- Coordenades GPS: X: 1.84574, Y: 42.10439[5][1]